# Anna-Caren Sätherberg
Anna-Caren Sätherberg (Östersund, 5 de outubro de 1964)  é uma política sueca. Ela serve como membro do Riksdag desde o dia 29 de setembro de 2014, em representação do círculo eleitoral do condado de Jämtland.